# 桥龙乡
桥龙乡，是中华人民共和国四川省南充市嘉陵区曾经下辖的一个乡。2019年10月，撤销桥龙乡，将其所属行政区域划归盐溪乡管辖。

## 行政区划
桥龙乡撤销前下辖以下地区：
泰河嘴村、龙桥村、羊龙庙村、内城沟村、阳明庵村、刘家沟村、二官沟村、木梯湾村、石板沟村和二龙山村。